# Izoseista
Izoseista je myšlená čára spojující místa na zemském povrchu oddělující oblasti s převažující intenzitou otřesů příslušných k danému zemětřesení. Izoseisty tedy nejsou izolinie v pravém slova smyslu. Tyto čáry se většinou číslují pomocí označení stupňů Richterovy škály, přičemž uvnitř izoseisty s nejvyšším číslem leží epicentrum. Tvar izoseist souvisí také s rozložením vlastností zemské kůry, např. přítomností zlomů apod.